# Lac Brochet
Pour les articles homonymes, voir Brochet (homonymie).
Le lac Brochet est situé à côté de la réserve indienne de Lac Brochet dans la région Nord du Manitoba, non loin de la frontière avec la province de la Saskatchewan.
Le lac Brochet fait partie du bassin fluvial de la rivière Saskatchewan et du fleuve Nelson. Le lac s'étend sur une longueur d'une quinzaine de kilomètres et sur une largeur passant de 6 et une douzaine de kilomètres de large. 
Un alignement d'îles, plus ou moins grandes, ferment la partie méridionale du lac Brochet.
Le lac doit son nom aux brochets qui vivent dans ses eaux.